# 코덱스

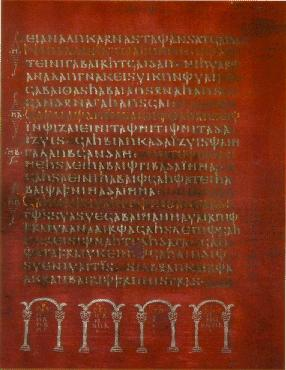
코덱스 아르겐테우스(Codex Argenteus)의 첫 페이지

코덱스(codex)는 현대의 책과 비슷한 형태로 낱장을 묶어서 표지로 싼 것이다. 
인쇄되지 않고 사람 손으로 씌여진 옛날 책들을 가리킨다.
이 말은 나무 토막을 뜻하는 라틴어에서 나왔다. 로마의 발명품으로 두루마리를 대체했으며, 유라시아 문화에서 책의 형태로 나온 최초의 것이다. 기술적으로 보면 요즘 책은 거의 모두가 코덱스라고 해야 한다. 
그러나, 보통은 고전시대 후기부터 중세에 나온 필사본을 지칭하는 용어로만 사용한다. 
고전적인 양장 제본으로 묶은 필사본을 학문적으로 연구하는 분야를 사본학(codicology)이라 한다. 한편 고문서 전반을 연구하는 것을 고문서학(paleography)이라고 부른다.

## 같이 보기
- 마도서
- 색인